# Roberto Brown
Roberto Ronaldo Brown Perea (* 15. Juli 1977 in Panama-Stadt) ist ein ehemaliger panamaischer Fußballspieler.

## Karriere

### Verein
Brown spielte bis 1997 für den Alianza FC. 1997 wechselte er nach Costa Rica zum CS Cartaginés, für den er ein Jahr lang spielte. In der Saison 1998/99 spielte er in Honduras für Real España.
Zwischen 1999 und 2000 stand Brown in El Salvador beim Club Deportivo FAS unter Vertrag. 2000 kehrte er nach Panama zurück, wo er ein zweites Mal für den Alianza FC, Sporting San Miguelito und den San Francisco FC spielte.
Im Januar 2002 wechselte er nach Moldawien zu Sheriff Tiraspol. Mit Sheriff wurde er drei Mal moldawischer Meister. Zur Saison 2004/05 wechselte er zum österreichischen Bundesligisten SV Austria Salzburg. Sein Debüt in der Bundesliga gab er im August 2004, als er am siebten Spieltag jener Saison gegen den FK Austria Wien in der 80. Minute für Goran Tomić eingewechselt wurde. Seinen einzigen Treffer in der höchsten österreichischen Spielklasse erzielte Brown im Oktober 2004 bei einer 2:1-Niederlage gegen den ASKÖ Pasching.
Nach einem halben Jahr in Österreich wechselte er im Januar 2005 nach Uruguay zum Club Atlético Peñarol. Nach eineinhalb Jahren bei Peñarol schloss er sich im Sommer 2006 dem Ligakonkurrenten Tacuarembó FC an.
Im Februar 2007 wechselte Brown in die USA zum MLS-Verein Colorado Rapids. Sein Debüt in der MLS gab er im April 2007 bei einem 2:1-Sieg gegen D.C. United. In jenem Spiel erzielte er auch seinen ersten Treffer für die Colorado Rapids.
Nach wenigen Monaten in der MLS wechselte er nach Kanada zu Montreal Impact. Im Juli 2010 wurde sein Vertrag bei den Kanadiern aufgelöst. Daraufhin kehrte Brown in seine Heimat zum San Francisco FC zurück, für den er bis 2012 spielte. 2013 spielte er erneut für San Francisco, ehe er nach der Saison 2013 seine Karriere beendete.

### Nationalmannschaft
Brown spielte 2000 erstmals für die panamaische Nationalmannschaft. Mit Panama nahm er 2005 am Gold Cup teil und erreichte mit seiner Mannschaft das Finale, das man gegen die USA im Elfmeterschießen verlor. Brown kam während des Turniers zu einem Einsatz als Einwechselspieler in der Gruppenphase gegen Trinidad und Tobago.
Sein letztes Spiel für die Nationalmannschaft absolvierte er im Januar 2011.

## Erfolge
Sherrif Tiraspol
- Moldawischer Meister: 2001/02, 2002/03, 2003/04

Montreal Impact
- Kanadischer Pokalsieger: 2008

San Francisco FC
- Panamaischer Meister: 2011 (Clausura)